# Список керівників держав 814 року
Список керівників держав 814 року — це перелік правителів країн світу 814 року.
Список керівників держав 813 року — 814 рік — Список керівників держав 815 року — Список керівників держав за роками

## Європа
- Абхазьке царство — Леон II (768—828)
- Айлех — Аед Ойрдніде мак Нейлл (788—819)
- Айргіалла — до 825 невідомо
- Королівство Східна Англія — Кенвульф (798—821)
- Королівство Астурія — Альфонсо II (791—842)
- Перше Болгарське царство — Крум (803—814); Омуртаг (814—831)
- Брихейніог — Теудр II (805—840)
- Волзька Болгарія — Тукий (765—815)
- Венеційська республіка — дож Анджело Партичипаціо (809—827)
- Вессекс — Еґберт (802—839)
- Візантійська імперія — Лев V Вірменин (813—820)
  - Неаполітанське герцогство — Антим (801—818)
- Королівство Гвент — Ідвалон ап Гургант (810—842)
- Гвікке — до 994 немає даних.
- Королівство Гвінед — Кінан ап Родрі (798—816)
- Дал Ріада — Костянтин I (781—820)
- конунґ данів — Горік I Старий (813—826)
- Дівед — Тріфін ап Райн (811—814). Міжцарствування. До 878 року невідомо.
- Конволл — король Гопкін ап Гернам (810—830)
- Королівство Ессекс було приєднано до Мерсії, а згодом — Вессексу. До 825 — елдормени.
- Ірландія — верховний король Аед Оірдніде мак Нейлл (797—819)
- Кахетія — Грігол (807—827)
- Карантанія — Стоймир (810—820)
- Королівство Кент — Кенвульф (807—821)
- Кордовський емірат — Аль-Хакам I (796—822)
- Король Італії Бернар (810—818)
  - Князівство Беневентське — Грімоальд IV (806—817)
  - Сполетське герцогство — Вінігес (789—822)
  - Герцогство Фріульське — Айо (804—817)
- Ленстер — Мурейрах мак Брайн (808—818)
- Мерсія — Кенвульф (796—821)
- Морганнуг — Артфел Старий (785—825)
- Коннахт — Муіргіуса МакТоммалтах (786—815)
- Мунстер — Артрі мак Кахайл (805—821)
- Німеччина:
  - Герцогство Баварія — Карл I Великий (788—814)
  - Архієпископ Зальцбурга — Арно (784—821)
- Король піктів — Костянтин I (король піктів) (789/790-820)
- Королівство Нортумбрія — Енред (810—840/841)
- Королівство Повіс — Кінген II (808—854)
- Королівство Сассекс від 791 до 825 — герцогство.
- Сейсіллуг — Дівнуал ап Артен (807? — 850?)
- Стратклайд — Кінан ап Рідерх (798—816)
- Улад — Кайрель мак Фіахнай (810—819)
  - Конайлле Муйрхемне — Спелан мак Слуагадайг (792—824)
  - Ві Ехах Кобо — Маел Брессайл мак Айлілло (801—825)
- Король Міде — Конхобар мак Доннхада (803—833)
- Франкське королівство — Карл I Великий (768—814); Людовик I Благочестивий (814—840)
  - Графство Арагон — Аснар I Галіндес (809—820)
  - Герцогство Васконія — герцог Семен I Луп (812—816)
  - Бретонська марка — Гі Нантський (799—814/818)
  - Графство Тулуза — Беггон (806—816)
  - Урхельське графство — Боррель (798—812/820)
- Хозарський каганат — Манасія I (809/815—825)
- Швеція — ?
- Святий Престол; Папська держава — папа римський Лев III (795—816)
- Вселенський патріарх — Никифор (806—815)
  - Тбіліський емірат — Мухаммад I ібн Атаб (813—829)

## Азія
- Близький Схід:
  - Багдадський халіфат — Абдуллах аль-Мамун (813—833)
    - Вірменський емірат — Абу Абдаллах (814); Сулейман ібн Ахмед аль-Хашимі (814—815)
    - Дербентський емірат — під владою хозар (797—869)
- Індія:
  - Західні Ганги — Шивамара II (788—816)
  - Камарупа — до 815 точна хронологія невідома
  - самраат Кашмірської держави Лалітапіда (813—825)
  - Імперія Пала — Девапала (810—850)
  - Династія Паллавів — Дантіварман (786—825)
  - Держава Пандья — Джатіла Парантака (765—815)
  - Раджарата — раджа Махінда III (812—816)
  - Раштракути — Говінда III (793—814); Амогаварша (814—878)
  - Саканбарі — нріпа Говіндараджа I (809—836)
  - Східні Чалук'ї — Віджаядітья II (808—847)
- Індонезія:
  - Матарам — Самарагравіра (800—819)
  - Шривіджая — до 832 невідомо
- Китай:
  - Династія Тан — Сянь-цзун (805—820)
  - Тибетська імперія — Тідесронцан (798/804-815)
- Наньчжао — Мен Цюаньлуншен (809—816)
- Корея:
  - Об'єднана Сілла — ісагим (король) Хондок (809—826)
  - Пархе — Хий (812—817)
- Паган — король Со Кін Ніт (802—829)
- Середня Азія:
  - Уйгурський каганат — каган Баої-каган (808—821)
- Кхмерська імперія — Джаяварман II (802—850)
- Японія — Імператор Саґа (809—823)

## Африка
- Аксумське царство — Ведем Асфаре (802—832)
- Аббасиди — Абдуллах аль-Мамун (813—833)
  - Берегвати — Іл'яс ібн Саліх (792—842)
  - Некор (емірат) — Саліх II ібн Саїд (803—864)
- Ідрісиди — Ідріс II (791—828)
- Макурія — до 822 невідомо
- Мідрариди — Абу Мунтасир Ільяс (790—824)
- Рустаміди — Абд аль-Ваххаб ібн Абд ар-Рахман (787—823)

## Північна Америка
- Баакульське царство — Ханааб-Пакаль III (799—814?) Баакульське царство розпадається й припиняє своє існування.
- Шукуупське царство — Укіт-Тоок (810? — 830)